# Exorista pertinax
Exorista pertinax är en tvåvingeart som beskrevs av Macquart 1850. Exorista pertinax ingår i släktet Exorista och familjen parasitflugor.
Artens utbredningsområde är Frankrike. Inga underarter finns listade i Catalogue of Life.